# Млечник альпийский
Мле́чник альпи́йский (лат. Lactárius alpínus) — гриб рода Млечник (Lactarius) семейства Сыроежковые (Russulaceae).

## Морфология
- Шляпка ∅ 3—6 см, вначале выпуклая с подвёрнутым краем, затем вдавленная с центральным бугорком и острым гладким волнистым краем. Кожица сухая, войлочно-чешуйчатая, охристого цвета.
- Пластинки низбегающие, частые, узкие, с пластиночками, одного цвета со шляпкой. Базидии 33—42×9—12,5 мкм. Цистиды веретеновидные, 42—66×6,5—8 мкм.
- Споровый порошок белый. Споры 8—9×6,5—8,5 мкм, бородавчато-сетчатой орнаментации, бородавки до 0,6 мкм высотой.
- Ножка 2—4 см в высоту, ∅ до 0,5 см, цилиндрическая, вначале опушённая, затем голая, одного цвета со шляпкой.
- Мякоть плотная, белая, острая, без запаха.
- Млечный сок белый, не меняющий цвета на воздухе.

## Экология и распространение
Сфагново-лиственничное редколесье, небольшими группами. Евразия, Северная Америка.
Сезон: август.

## Синонимы
- Lactifluus alpinus (Peck) Kuntze 1891